# Raúl de Tomás
Raúl de Tomás Gómez (Madrid, 1994. október 17.) spanyol válogatott labdarúgó, a Rayo Vallecano játékosa.

## Pályafutása
Madridban született dominikai anyától. 2011 és 2004 között a San Roque csapatánál nevelkedett, majd a Real Madrid akadémiájára került. 2012. április 8-án debütált a Real Madrid C-ben a CF Pozuelo de Alarcón ellen csereként. Augusztus 27-én a Castillában is bemutatkozhatott a Villarreal CF elleni bajnokin, Juanfrant váltotta. December 16-án a C-csapatban mesterhármast szerzett a CD Marino elleni 5-2-es győzelmet hozó bajnoki mérkőzésen.
2013. december 4-én szerezte meg első gólját a Castillában a Girona FC ellen. 2014 júliusában a felnőtt kerettel részt vett az amerikai túrán. Október 29-én debütált az első csapatban a kupában az UE Cornellà ellen, amikor is Karim Benzemát váltotta. A 2015-16-os szezont a Córdoba CF csapatánál, míg a 2016-17-es szezont a Real Valladolidnál töltötte kölcsönben. 2017 és 2019 között két szezont a Rayo Vallecano csapatánál töltött, ahol hatvankétszer lépett pályára és harmincnyolc gólt szerzett a bajnokságban. 2019. július 3-án a portugál SL Benfica klubjához igazolt 20 millió euró ellenében. 2020. január 9-én bejelentették, hogy visszatért Spanyolországba és az RCD Espanyol játékosa lett. 2022. szeptember 13-án visszatért a Rayo Vallecano csapatához, ahova 5 évre írt alá. Az átigazolási időszakon kívül igazolta le őt a klub, ezért csak 2023 januárjától léphet pályára.

## Statisztika
2022. május 22. szerint
| Klub                 | Szezon         | Bajnokság | Bajnokság | Kupa  | Kupa  | Ligakupa | Ligakupa | Nemzetközi | Nemzetközi | Összesen | Összesen |
| Klub                 | Szezon         | Meccs     | Gólok     | Meccs | Gólok | Meccs    | Gólok    | Meccs      | Gólok      | Meccs    | Gólok    |
| -------------------- | -------------- | --------- | --------- | ----- | ----- | -------- | -------- | ---------- | ---------- | -------- | -------- |
| Real Madrid C        | 2011–12        | 1         | 0         | —     | —     | —        | —        | —          | —          | 1        | 0        |
| Real Madrid C        | 2012–13        | 14        | 8         | —     | —     | —        | —        | —          | —          | 14       | 8        |
| Real Madrid C        | 2013–14        | 1         | 0         | —     | —     | —        | —        | —          | —          | 1        | 0        |
| Real Madrid C        | Összesen       | 16        | 8         | —     | —     | —        | —        | —          | —          | 16       | 8        |
| Real Madrid Castilla | 2012–13        | 7         | 0         | —     | —     | —        | —        | —          | —          | 7        | 0        |
| Real Madrid Castilla | 2013–14        | 27        | 7         | —     | —     | —        | —        | —          | —          | 27       | 7        |
| Real Madrid Castilla | 2014–15        | 28        | 7         | —     | —     | —        | —        | —          | —          | 28       | 7        |
| Real Madrid Castilla | Összesen       | 62        | 14        | —     | —     | —        | —        | —          | —          | 62       | 14       |
| Real Madrid          | 2013–14        | 0         | 0         | 0     | 0     | —        | —        | 0          | 0          | 0        | 0        |
| Real Madrid          | 2014–15        | 0         | 0         | 1     | 0     | —        | —        | 0          | 0          | 1        | 0        |
| Córdoba              | 2015–16        | 26        | 6         | 1     | 0     | —        | —        | —          | —          | 27       | 6        |
| Real Valladolid      | 2016–17        | 9         | 1         | 2     | 1     | —        | —        | —          | —          | 11       | 2        |
| Rayo Vallecano       | 2017–18        | 32        | 24        | 0     | 0     | —        | —        | —          | —          | 32       | 24       |
| Rayo Vallecano       | 2018–19        | 33        | 14        | 1     | 0     | —        | —        | —          | —          | 34       | 14       |
| Rayo Vallecano       | Összesen       | 65        | 38        | 1     | 0     | —        | —        | —          | —          | 66       | 38       |
| Benfica              | 2019–20        | 7         | 0         | 2     | 1     | 3        | 1        | 4          | 1          | 16       | 3        |
| Espanyol             | 2019–20        | 14        | 4         | 1     | 1     | –        | –        | 0          | 0          | 15       | 5        |
| Espanyol             | 2020–21        | 37        | 23        | 1     | 0     | —        | —        | —          | —          | 38       | 23       |
| Espanyol             | 2021–22        | 34        | 17        | 2     | 0     | —        | —        | —          | —          | 36       | 17       |
| Espanyol             | Összesen       | 85        | 44        | 4     | 1     | —        | —        | 0          | 0          | 89       | 45       |
| Rayo Vallecano       | 2022–23        | 0         | 0         | 0     | 0     | —        | —        | —          | —          | 0        | 0        |
| Teljes karrier       | Teljes karrier | 297       | 123       | 11    | 3     | 3        | 1        | 4          | 1          | 315      | 128      |

## Sikerei, díjai
- Rayo Vallecano
  - Segunda División: 2017–18

- Benfica
  - Portugál szuperkupa: 2019

- RCD Espanyol
  - Segunda División: 2020–21

## Külső hivatkozások
- Raúl de Tomás az UEFA adatbázisában (angolul)